# Videkärrglansmygga
Videkärrglansmygga (Ptychoptera scutellaris) är en tvåvingeart som beskrevs av Johann Wilhelm Meigen 1818. Videkärrglansmygga ingår i släktet Ptychoptera och familjen glansmyggor. Enligt den svenska rödlistan är arten otillräckligt studerad i Sverige. Arten förekommer i Götaland. Artens livsmiljö är våtmarker, sjöar och vattendrag. Inga underarter finns listade i Catalogue of Life.